# Величко Василь Миколайович
Василь Миколайович Величко (1906, село Круглик, тепер Хотинського району Чернівецької області — 1985, село Круглик Хотинського району Чернівецької області) — український радянський діяч, голова колгоспу «Більшовик» Хотинського району Чернівецької області. Депутат Верховної Ради СРСР 3—4-го скликань.

## Життєпис
Народився в селянській родині.
Служив у Червоній армії, учасник німецько-радянської війни.
Член ВКП(б).
У 1948—1964 роках — голова колгоспу «Більшовик» села Круглик Хотинського району Чернівецької області.
Потім — на пенсії.

## Нагороди
- орден Леніна (26.02.1958)
- орден Вітчизняної війни ІІ ст. (6.04.1985)